# Distretto di Manyoni
Il distretto di Manyoni è un distretto della Tanzania situato nella regione di Singida. È suddiviso in 30 circoscrizioni (wards) e conta una popolazione di 296 763 abitanti (censimento 2012).
Lista delle circoscrizioni:
- Aghondi
- Chikola
- Chikuyu
- Heka
- Idodyandole
- Ipande
- Isseke
- Itigi Majengo
- Itigi Mjini
- Kintinku
- Kitaraka
- Majiri
- Makanda
- Makuru
- Makutopora
- Manyoni
- Mgandu
- Mitundu
- Mkwese
- Muhalala
- Mvumi
- Mwamagembe
- Nkonko
- Rungwa
- Sanjaranda
- Sanza
- Saranda
- Sasajila
- Sasilo
- Solya